# Municipio de Four Mile (Illinois)
El municipio de Four Mile (en inglés: Four Mile Township) es un municipio ubicado en el condado de Wayne en el estado estadounidense de Illinois. En el año 2010 tenía una población de 666 habitantes y una densidad poblacional de 6,42 personas por km².

## Geografía
El municipio de Four Mile se encuentra ubicado en las coordenadas 38°19′2″N 88°39′5″O / 38.31722, -88.65139. Según la Oficina del Censo de los Estados Unidos, el municipio tiene una superficie total de 103.77 km², de la cual 103,71 km² corresponden a tierra firme y (0,05 %) 0,05 km² es agua.

## Demografía
Según el censo de 2010, había 666 personas residiendo en el municipio de Four Mile. La densidad de población era de 6,42 hab./km². De los 666 habitantes, el municipio de Four Mile estaba compuesto por el 97,75 % blancos, el 0,15 % eran afroamericanos, el 1,35 % eran asiáticos y el 0,75 % eran de una mezcla de razas. Del total de la población el 0,45 % eran hispanos o latinos de cualquier raza.